# Wereldkampioenschappen schermen 1982
De 32ste wereldkampioenschappen schermen werden gehouden in Rome, Italië van 15 tot 24 juli 1982. De organisatie lag in de handen van de FIE.

## KwartfinaleSovjet-Unie-West-Duitsland

### Het ongeval
De wereldkampioenschappen werden dit jaar opgeschrikt door een dodelijk ongeval in de kwartfinale mannen floret in ploegen, tussen de Sovjet-Unie en West-Duitsland. Matthias Behr (Dui) stond in deze manche tegenover de Sovjet Vladimir Smirnov. Bij een aanval brak de floret van Behr in twee, waarbij het wegvliegende deel Smirnov's masker doorboorde en, langs zijn oog, in zijn hersenen terechtkwam. Dokters evacueerden hierop Smirnov naar het ziekenhuis, tegen Smirnov's ploegmaten liegend over zijn situatie. De artsen startten hartmassage, en Smirnov werd in een kunstmatige coma gehouden. 

Op vraag van de wedstrijdleiding werd de competitie hervat. De Sovjetten, aangedaan door de (wat zij dachten zware blessure) van hun teamgenoot slaagden er desalniettemin in om de wereldtitel te behalen. 

In de tussentijd bleef Smirnov aan kunstmatige beademing en werd zijn toestand niet beter. Op 27 juli, een week na de kampioenschappen (de dokters wilden niet dat hij overleed terwijl het toernooi nog bezig was), werd Smirnov doodverklaard.

### De gevolgen
Dit ongeval schudde de hele schermwereld wakker, en de FIE verhoogde de norm voor de kwaliteit van het schermmateriaal, o.a. het gebruik van kevlar in vesten en het verstevigen van het masker.

## Medailles

### Mannen
| Onderdeel   | Goud                                                                                 | Goud        | Zilver                                                                              | Zilver      | Brons                                                               | Brons       |
| ----------- | ------------------------------------------------------------------------------------ | ----------- | ----------------------------------------------------------------------------------- | ----------- | ------------------------------------------------------------------- | ----------- |
| Degen       |                                                                                      |             |                                                                                     |             |                                                                     |             |
| Individueel | Jenö Papp                                                                            | Hongarije   | Philippe Riboud                                                                     | Frankrijk   | Imre Gedővári                                                       | Hongarije   |
| Ploegen     | Olivier Lenglet Philippe Riboud Philippe Boisse Michel Salesse                       | Frankrijk   | Daniel Giger Olivier Carrard Gabriel Nigon Patrice Gaille Michel Poffet             | Zwitserland | Ernő Kolczonay Jenő Pap Zoltán Székely István Gelley Péter Takács   | Hongarije   |
| Floret      |                                                                                      |             |                                                                                     |             |                                                                     |             |
| Individueel | Aleksandr Romankov                                                                   | Sovjet-Unie | Mauro Numa                                                                          | Italië      | Federico Cervi                                                      | Italië      |
| Ploegen     | Vladimir Aptsiaoeri Vladimir Logvine Iouri Lykov Aleksandr Romankov Vladimir Smirnov | Sovjet-Unie | Didier Flament Pascal Jolyot Frédéric Pietruszka Philippe Omnès Patrick Groc        | Frankrijk   | Federico Cervi Andrea Borella Angelo Scuri Mauro Numa Carlo Montano | Italië      |
| Sabel       |                                                                                      |             |                                                                                     |             |                                                                     |             |
| Individueel | Viktor Krovopoeskov                                                                  | Sovjet-Unie | Andrej Alsjan                                                                       | Sovjet-Unie | Imre Gedövari                                                       | Hongarije   |
| Ploegen     | Imre Gedővári Pál Gerevich György Nébald Zoltán Nagyházi Imre Bujdosó                | Hongarije   | Giovanni Scalzo Michele Maffei Ferdinando Meglio Gianfranco Dalla Barba Marco Marin | Italië      | Serhi Kazokine Andrej Alsjan Viktor Krovopoeskov Michail Boertsev   | Sovjet-Unie |

### Vrouwen
| Onderdeel   | Goud                                                                                   | Goud        | Zilver                                                                           | Zilver    | Brons                                                                         | Brons          |
| ----------- | -------------------------------------------------------------------------------------- | ----------- | -------------------------------------------------------------------------------- | --------- | ----------------------------------------------------------------------------- | -------------- |
| Floret      |                                                                                        |             |                                                                                  |           |                                                                               |                |
| Individueel | Nailia Giliazova                                                                       | Sovjet-Unie | Dorina Vaccaroni                                                                 | Italië    | Mandy Niklaus                                                                 | Oost-Duitsland |
| Ploegen     | Dorina Vaccaroni Carola Cicconetti Anna Rita Sparaciari Clara Mochi Margherita Zalaffi | Italië      | Edit Kovács Magda Maros Zsuzsanna Szőcs Gertrúd Stefanek Ildikó Schwarczenberger | Hongarije | Cornelia Hanisch Gudrun Lotter Ingrid Losert Sabine Bischoff Christiane Weber | West-Duitsland |

## Medaillespiegel
| Plaats | Land           | Goud | Zilver | Brons | Totaal |
| 1      | Sovjet-Unie    | 4    | 1      | 1     | 6      |
| 2      | Hongarije      | 2    | 1      | 3     | 6      |
| 3      | Italië         | 1    | 3      | 2     | 6      |
| 4      | Frankrijk      | 1    | 2      | 0     | 3      |
| 5      | Zwitserland    | 0    | 1      | 0     | 1      |
| 6      | Oost-Duitsland | 0    | 0      | 1     | 1      |
| 6      | West-Duitsland | 0    | 0      | 1     | 1      |
| Totaal | Totaal         | 8    | 8      | 8     | 24     |

1937 · 1938 · 1947 · 1948 · 1949 · 1950 · 1951 · 1952 · 1953 · 1954 · 1955 · 1956 · 1957 · 1958 · 1959 · 1961 · 1962 · 1963 · 1965 · 1966 · 1967 · 1969 · 1970 · 1971 · 1973 · 1974 · 1975 · 1977 · 1978 · 1979 · 1981 · 1982 · 1983 · 1985 · 1986 · 1987 · 1988 · 1989 · 1990 · 1991 · 1992 · 1993 · 1994 · 1995 · 1997 · 1998 · 1999 · 2000 · 2001 · 2002 · 2003 · 2004 · 2005 · 2006 · 2007 · 2008 · 2009 · 2010 · 2011 · 2012 · 2013 · 2014 · 2015 · 2016 · 2017 · 2018 · 2019 · 2022 · 2023